# Zona Este 1 de São Paulo

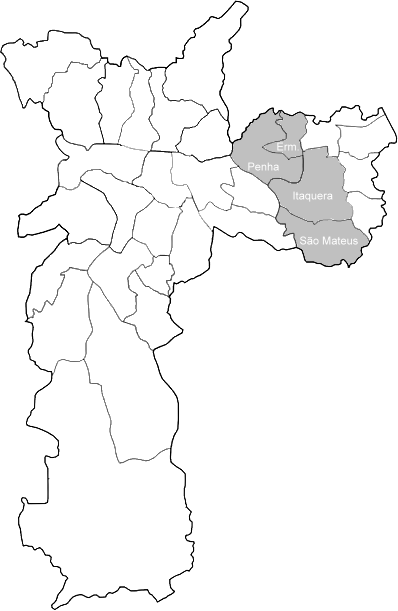
Ubicación de la Zona Este 1 en el mapa de la ciudad.

La Región Este 1 de São Paulo (en portugués Região Leste 1 de São Paulo) es una región administrativa establecida por el gobierno municipal de la ciudad de São Paulo, abarcando las subprefecturas de Penha, Ermelino Matarazzo, Itaquera y São Mateus. De acuerdo con el censo de 2000, tiene una población de 1.552.070 habitantes y una renta media por habitante de R$ 875,90.